# Список серій «Що з Енді?»
Що з Енді? (англ. What’s with Andy?) — канадський мультиплікаційний серіал, створений студією CinéGroupe (другий сезон створений за участі SIP Animation), що розповідає про канадського школяра Енді Ларкіна (англ. Andy Larkin), який постійно влаштовує незвичайні витівки в своєму рідному містечку Іст-Геклі (англ. East-Gackle). Серіал заснований на книжках серії «Just» австралійського письменника Енді Гріфітса (Andrew «Andy» Griffiths), однак більшість епізодів вигадали автори серіалу, і лише деякі оповідання були екранізовані.
Усього було відзнято 3 сезони (2001—2002, 2003—2004, 2006—2007) по 26 серій.

## Сезон 1 (2001—2002)
| № | Назва серії                                                                           |
| --- | ------------------------------------------------------------------------------------- |
| |                                                                                       |
| 01 | «Правила Маскараду» «Just Stuffing»                                                   |
| Енді починає повторювати кожен крок Джен. Це заходить так далеко, що Енді одягає перуку та сукню і іде на шкільні танці. Там він натикається на Крейга Бенета, якому «дівчина» одразу сподобалась. |                                                                                       |
| 02 | «Хто Більше» «Gooey Chewies»                                                          |
| Енді планує витівки для 1го квітня, але потім отримує запрошення на вечірку з нагоди дня народження Лорі. Там він з Денні вирішили посперечатись у кого в роті поміститься більше жуйок. |                                                                                       |
| 03 | «Знешкодь Бомбу» «Beat The Bomb»                                                      |
| Енді та Денні дзвонять декільком людям, представляючись місцевим Ді-Джеєм, та пропонують зіграти у «Знешкодь бомбу». Мартін Бонвік, якому вони подзвонили, сприймає це цілком серйозно і думає, що він насправді виграв 512$. Енді та Денні мають терміново знайти ці гроші. Вони оголошують, що танцююча мавпа Бампо захворіла і потребує грошей на лікування. |                                                                                       |
| 04 | «Великий Римувальник» «Rhyme Time»                                                    |
| Енді та Джен побилися об заклад чи зможе Енді цілий тиждень говорити тільки римами. Той, хто програє цілий тиждень не вимовить ні слова. Енді виграє і використовує світ талант римувальника щоб взяти участь в п'єсі разом з Лорі. |                                                                                       |
| 05 | «Кулінарний Поєдинок» «Food Fight»                                                    |
| Зірки Дірк Бодібілдер та Наташа Тісдейл приїжджають до Іст-Геклу. Всі квитки на вечірку з ними продані ще тиждень тому. Енді та Дені розробляють план проникнення на цю вечірку. |                                                                                       |
| 06 | «101 Підштаники» / «Тимчасовий Небіжчик» «101 Underpants / Playing Dead»              |
| 101 Підштаники: Після того, як Енді залишається без штанів на виду у всієї школи він планує помститися залишивши всю школу без штанів. Він продає усім ремені, які в певний момент одночасно розстібнуться. Тимчасовий Небіжчик: Місіс Ларкін записала Енді на Данк-Танк без його відома. Щоб уникнути промокання після падіння в бочку, Енді прикидається мертвим. Ці дії майже призводять до його поховання. |                                                                                       |
| 07 | «Шоу Повинне Продовжуватись» «The Show Must Go On»                                    |
| Коли Енді чує, що інспектор шкіл скоро приїде, він починає себе вести так, щоб його відправили додому і він зміг підготувати витівку. Але замість цього директор ДеРоса відправляє його до дитячого садочка. Енді організовує витівку за допомогою дітей з дитячого садочку. |                                                                                       |
| 08 | «Блювотна Приправа Термінового Вживання» / «Халепа» «Emergency Spew Relish / Busting» |
| Блювотна Приправа Термінового Вживання: Енді разом з Дені їде на потязі до родичів. Вони хочуть бути одні в вагоні. Енді використовує смердючу бомбу що змусити усіх залишити вагон. Залишається тільки одна бабуся. Енді пробує змусити її піти, але нічого не допомагає, навіть блювотна приправа. Халепа: Щоб уникнути купівлі їжі Ліку та Лічу, Енді пропонує «тест на витривалість» — хто вип'є більше соку. Енді випиває забагато і безуспішно намагається знайти туалет. Під час пошуків, його кросівок потрапляє всередину ескалатора та спричинює пожежу. Енді гасить цю пожежу «природним способом» і стає героєм. |                                                                                       |
| 09 | «Дуже Погана Ідея» / «Таргани» «Very Bad Idea / Cockroaches»                          |
| Дуже Погана Ідея: На шкільній науковій виставці Енді краде повітряний шар щоб покататися. На свою біду, він не подумав як збирається приземлятися. Таргани: Родина Ларкінів у гостях у шефа містера Ларкіна і Енді повинен вести себе ідеально. У салаті Енді таргани і вони залазять у його одяг. Він іде у ванну, роздягається. Він висовує свій одяг в вікно щоб потрусити його, але сильний вітер вириває одяг з рук Енді. Тому він одягає речі господарів і намагається вилізти через вікно, але повисає на гілці. |                                                                                       |
| 10 | «Воно З'явилося З Іст-Геклу» «It Came From East Gackle»                               |
| Енді хоче «нанести Іст-Гекл на мапу», змусивши всіх думати, що у місто прилетіли інопланетяни. Жителі міста захочуть доказів, тому Енді доведеться вдягнутись як інопланетянин. |                                                                                       |
| 11 | «Шалені Вибори» «Campaign In The Butt»                                                |
| У школі йдуть перевибори президента школи. Енді не хоче, щоб Джен виграла знову, тому змушує Крейга взяти участь у виборах. У Джен мало шансів проти найпопулярнішого хлопця школи. Згодом Енді втомлюється допомагати Крейгу і балотується сам. |                                                                                       |
| 12 | «Подорож По Дорозі» / «Снігова Робота» «Road Trip / Snow Job»                         |
| Подорож По Дорозі: Родина Ларкінів їде на карнавал. По дорозі туди Енді всіх дістає, тому батьки повертаються та залишають його вдома. Енді вирішує потрапити на карнавал будь-якою ціною. Він добирається до місця проведення карнавалу і дивує свою родину несподівано з'явившись коли ті фотографуються. Снігова Робота: Щоб уникнути екзамену Енді та Дені за допомогою Муша засипали снігом будинок директора ДеРоса, змусивши його думати, що все місто засипало снігом. |                                                                                       |
| 13 | «Найкращі Вороги» «Best Enemies»                                                      |
| Щоб помститися Ліку та Лічу за знущання над Лорі, Енді вирішив їх посварити. Він краде щасливий капелюх Ліча та підсовує його в шафу Ліка. Ліч думає, що Лік його вкрав. Обидва звертаються за допомогою до Енді що помститися. |                                                                                       |
| 14 | «Талісман» «Mascot»                                                                   |
| У школі Іст-Геклу нарешті з'явився новий талісман. Енді підміняє талісман та випускає пінгвінчиків на церемонії представлення нового талісману. |                                                                                       |
| 15 | «Тріумф Жартівника» «Wag the Kid»                                                     |
| У школі Іст-Геклу починається тиждень кар'єр. Енді підсовує Джервісу свої результати тесту на кар'єру і забирає його. Так Енді стає міським головою, а Джервіс стає констеблем. Тепер влада у руках Енді і він може робити витівки над всім містом, але вони обертаються користю для міста. |                                                                                       |
| 16 | «Маленька Лапа» / «Божевільний Дідусь» «Little Foot / Grandpa Crazy»                  |
| Маленька Лапа: В новинах кажуть, що Іст-Гекл - тихе та спокійне місто, в якому нічого не відбувається. Енді сприймає це як виклик. Денні вдягає костюм мавпи і краде шкарпетки у всього міста. Божевільний Дідусь: Дідусь Енді приїхав в Іст-Гекл, і він хоче, щоб Енді його доглядав. Відбуваються розіграші і всі звинувачують Енді, хоча він їх не робив. Згодом з'ясується, що їх організував дідусь. |                                                                                       |
| 17 | «Зірвати Маски З Бугаїв» «Un-Masked Marauders»                                        |
| Коли витівка, яку Енді та Дені підготували Ліку та Лічу обертається проти них самих, Енді та його друг мусять витримати бій проти знаментих реслерів. |                                                                                       |
| 18 | «Пастка По-американськи» «The Great American Lock-In»                                 |
| Енді та Дені розвертають двері школи так, щоб можна було ввійти і не можна вийти. Вони заганяють у школу Ліка та Ліча. Але Енді по дорозі загубив ключі і тепер він і Дені замкнені у школі разом з Ліком та Лічем. |                                                                                       |
| 19 | «Юні Мрійники» «Teendreamboats»                                                       |
| Енді обіцяє Джен, що знаменита рок-група «Юні Мрійники» приїде на фестиваль, який організовує Джен. Але Енді не вдається їх запросити, тому він разом з Дені та Мушем створюють фальшиву групу «Доставка» та змушують всіх повірити, що це дуже знаменита група. |                                                                                       |
| 20 | «Розіграші На Спір» «Pranks a Lot»                                                    |
| Енді з Джен посперечались, чи зможе Енді розіграти кожного, хто з ним заговорить. |                                                                                       |
| 21 | «Королівська Таємна Спільнота Зомбі» «The Royal Secret Society Of Zombies»            |
| Хтось складає Енді серйозну конкуренцію. Він з'ясовує, що це група старих людей на чолі з його дідусем. Енді пропонує співробітництво. Але старі ставлять умову - розіграти їх самих. Енді змушує все місто думати, що ті старі - зомбі. |                                                                                       |
| 22 | «З'їж Це» «Bring It Off»                                                              |
| Енді хоче попасти в групу підтримки шкільної команди. Але, оскільки там головує Джен, в нього нема шансів. Тому він вирішує створити власну групу підтримки. Вони придумали кричалку, яка сподобалась усій школі. Нарешті приходить конкурс, на якому вирішать яку з команд відправлять на змагання. Енді краде рухи та кричалку в Джен. Джен робить те саме та перемагає. |                                                                                       |
| 23 | «У Гнома Канікули» «Gnome For the Holidays»                                           |
| Все місто, крім Енді, Дені та батьків Енді поїхало на відпочинок у Саус-Гекл. Від самотності Енді починає розігрувати фігурки гномів. |                                                                                       |
| 24 | «Веселий Хаос» «Merry Chaos»                                                          |
| Мер оголосив парад. Учням пропонується створити проекти плотів для участі у ньому. Але коли Енді та Дені несуть свій проект в школу, по дорозі його відбирають Лік та Ліч. Тому Енді намагається зробити так, щоб Ліка та Ліча дискваліфікували. |                                                                                       |
| 25 | «Дуже Страшна Історія» «Very Scary Stuff»                                             |
| Під час перегляду фільму жахів Джен сказала, що після життя з Енді їй нічого не страшно і нічого не зможе її налякати. Енді збирається довести, що це не так. |                                                                                       |
| 26 | «Відповіді» «The Answers»                                                             |
| У школі оголошено, що скоро буде великий стандартизований тест. Енді змушує Ліка та Ліча думати, що у Крейга є відповіді на тест, а Крейга примушує думати, що у Мартіна є відповіді. Енді обманює їх всіх, і коли вони це розуміють, вони підвішують Енді та Дені за труси та кидають в них кульки з водою. |                                                                                       |

## Сезон 2 (2003—2005)
| № | Назва серії                                              |
| --- | -------------------------------------------------------- |
| |                                                          |
| 27 | «Що З Жаном-Тома?» «What's With Jean-Thomas?»            |
| Все місто злиться на Енді через його витівку, в тому числі і Лорі, яка недавно призначила йому побачення, але через цю витівку відмінила. Джен та навіть Дені насміхаються з Енді, кажучи що в нього ніколи не буде побачення. Енді робить вигляд, що він Жан-Тома - брат Енді з Монреалю і їх розлучили при народженні. Під виглядом Жана-Тома він зустрічається з Лорі. |                                                          |
| 28 | «Анонімний Астролог» «The Fortunate One»                 |
| Енді стає «Анонімний Астрологом» і пише гороскопи для шкільної газети щоб перевірити наскільки довірливі його однокласники. Але особливу увагу він приділяє Джен. Джен звертається до нього за порадою, і Енді радить їй співати, хоча це — найгірше, що може робити Джен. |                                                          |
| 29 | «Музична Квасоля» «The Musical Fruit»                    |
| Джен організовує благодійний обід. Всі зібрані кошти підуть на створення мобільної бібліотеки для дітей з півночі. Тим часом Енді отримує покарання, і щоб уникнути його, він робить так, що шкільний двірник Клайд та бібліотекарка місс Скорн закохалися та поїхали з міста. |                                                          |
| 30 | «Тримай Вагу, Енді!» «Weight To Go, Andy!»               |
| Одержимість Джен своєю вагою наводить Енді на ідею: він кожен тиждень підкручує ваги, щоб вони показували на 5 фунтів більше. Цим він змушує Джен думати, що вона товста. Енді був впевнений, що це не стосуватимется його батьків, бо вони говорили, що ніколи не зважуються. Але вони обманювали і постраждали від цього теж. |                                                          |
| 31 | «Фіаско З Туалетним Папером» «The Toilet Paper Fiasco»   |
| В покарання за витівку Енді, його батьки збираються влаштувати його на роботу на все літо. Але його звільнили звідусіль через його витівки. Тому батько Енді влаштовує його до себе на фабрику туалетного паперу, щоб Енді весь час був від наглядом. Енді дізнається, що на фабриці є рулон туалетного паперу в метр завширшки. Енді обмотує все місто цим рулом, що допомагає Іст-Геклу стати найкращим містом Канади. |                                                          |
| 32 | «Яблучні Витівки» «Prankster to the Core»                |
| Батьки оголошують Енді та Джен, що вони їдуть у «Велике Яблуко». Енді та Джен зраділи, думаючи, що вони їдуть в Нью-Йорк. Але виявилось, що «Велике Яблуко» — це найнудніший парк розваг, у якому одні старі люди. Енді намагається зробити витівки, але господарка закладу завжди на крок попереду. Він дізнається, що господарка весь час дивиться у бінокль з свого вікна, тому знає про всі його плани. Енді вирішує зробити витівку з даху, де його не видно - полити всю будівлю карамеллю. |                                                          |
| 33 | «М'яч!» «Fore!»                                          |
| Коли Енді ставить під загрозу політичні устремління Джервіса, ставши замість нього кедді мера Рота, Джервіс зеленіє із злості і клянеться, що Енді отримає масу неприємностей. Джервіс стає кедді мера Сімса - суперника мера Рота. Джервіс усіляко саботує гру Рота, а в цьому звинувачують Енді. Але Енді доводить, що все це справа рук Джервіса. |                                                          |
| 34 | «Змагання З Пригодами» «Prank and Field Day»             |
| В покарання за витівки, директор ДеРоса примусово відправляє Енді та Денні на спортивні змагання. Насмішки Крейга з фізичної форми Енді та те, що переможець дає інтерв'ю Лорі, змушують Енді та Денні саботувати інших учасників змагання, а особливо Крейга. |                                                          |
| 35 | «Ігри Розуму» «Mind Games»                               |
| Енді відправляють до шкільного психолога, яка спробує його "вилікувати" від витівок. |                                                          |
| 35 | «Доглядальниця Джен» «Nurse Jen»                         |
| Енді удав, що через Джен він зламав ногу. Тому батьки змусили Джен доглядати за Енді, робити все, що він хоче. Енді руками Джен організовує велику витівку і планує звалити всю провину на неї. Примітка: Цей епізод присвячений акторці Жаклін Лінецькі, яка загинула у автокатастрофі у сімнадцятирічному віці 8 вересня 2003. Вона озвучувала Лорі Макні. |                                                          |
| 37 | «Не Їжте Жовтий Сніг» «Don't Eat the Yellow Snow»        |
| Енді хоче помститися місіс Віблс за те, що вона не пустила Спенка у парк. Енді заливає у бак під парком лимонад, який через тріщину виходить назовні, роблячи вигляд, що льодові скульптури собак "сходили у туалет". Але через цю витівку, батька Енді звільнили. Тому Енді доведеться допомогти батьку повернутися на роботу. |                                                          |
| 38 | «Ендізавр Рекс» «Andysaurus Rex»                         |
| Енді написав тест з археології навіть гірше, ніж Лік та Ліч. З нього глузує вся школа, а Лорі відмовилась від спільної роботи. Енді хоче відновити повагу до себе, особливо повагу Лорі. Тому він робить величезну кістку, закопує її, а на наступний день перед всім класом робить "знахідку століття". |                                                          |
| 29 | «Школа Танців» «Molasses»                                |
| В школі Іст-Геклу будуть знімать популярне танцювальне шоу. Енді не може дозволити собі змарнувати нагоду зробити витівку, яку покажуть по телебаченню на всю країну, а Джен та ДеРоса не можуть дозволити Енді все зіпсувати. |                                                          |
| 40 | «Нова Пара Іст-Геклу» «A Match Made in East Gackle»      |
| В помсту за рукоприкладство Ліка та Ліча, Енді вирішує «знайти для них подружок». Обидва думають, що переписуються з гарними дівчатами, а насправді одне з одним. Кульмінацією стає поцілунок Ліка та Ліча у кінотеатрі. Тим часом Джен покарана і не має права виходити з дому. Енді та Джен посперечались чи зможе Джен втекти з дому до закінчення терміну покарання. |                                                          |
| 41 | «Світло... Камера... Упс!» «Lights... Camera... Ooops!»  |
| Енді вирішує взяти участь у фестивалі документального кіно. Він знімає документальний фільм про себе. Він розігрує Мартіна, змусивши його читати промову іспанською, а Дені знімає все на камеру. Енді не очікував такого успіху його фільму. |                                                          |
| 42 | «Конкурент» «New Kid on the Chopping Block»              |
| Поки Енді хворіє вдома, в нього з'являється конкурент Браян з Торонто, який влаштовує витівки, при цьому на Енді звалюють усю провину. Врешті Браян отримує усю увагу Лорі. Енді не може це так залишити. |                                                          |
| 43 | «Камінь На Льоду» «Stone Cold»                           |
| Батьківська субота — справжній жах для Енді та Джен. Батьки разом з дітьми займаються тим, що батьки вважають розвагами, а діти — найнуднішими в світі заняттями. Цього разу батьки вирішили зайнятися керлінгом. |                                                          |
| 44 | «Їжа Для Роздумів» «Food for Thought»                    |
| Триває турнір з настільного футболу, де змагаються збірні Канади та Франції. При чому, власник "Бінс Енд Бургер" вболіває за Канаду, а власник "Лє Гранд Фру-фру" вболіває за Францію. Енді підключає їх телевізори до DVD-програвачів і змушує першого думати, що Канада програла, а другого, що програла Франція. Між ними починається справжня війна. |                                                          |
| 45 | «Родео» «The Buck Stops Here»                            |
| Енді хоче будь-якою ціною виграти цього року родео. Перемога дасть йому можливість поцілуватись з Лорі. Тим більш батько Енді та батько Ліча посперечались на 200 доларів хто виграє. Між Енді та його єдиним суперником Лічем починається справжня війна. |                                                          |
| 46 | «Життя Це Лотерея, Друже» «Life is a Lottery, Old Chum»  |
| Лік та Ліч сказали Енді, що завтра День Міста і вихідний. На жаль, він повірив. Енді вимкнув усі будильники в домі. Через це Енді та Джен запізнились у школу, а батько Енді запізнився на роботу і отримав декілька штрафів від поліції. Через це батьки дуже розізлилися на Енді. Щоб батьки його пробачили, Енді змушує батьків думати, що вони виграли у лотерею величезні гроші. Але ситуація виходить з-під контролю. Батьки та Джен починають розкидатись грошима. Джен купує кабріолет, матір Енді збирається пожертвувати місту 100 000 доларів, а батько Енді збирається сказати босу «все, що про нього думає». Енді має запобігти цій катастрофі. |                                                          |
| 47 | «Таємничий Ящик» «Bluebeard's Crate»                     |
| Енді дізнається про конкурс з витівок, який організовує журнал «Пренкстер Віклі». В конкурсі не можна використовувати нічого. Енді ставить біля свого дому великий порожній ящик і усе місто сперечається, що ж там усередині. Коли приходять представники журналу, Енді відкриває ящик, але всередині опиняється сміття. Енді змушує Ліка та Ліча зізнатися, що вони підклали сміття до ящику, хоча вони це не робили. |                                                          |
| 48 | «Витівки Спенка» «Spanky Pranky Hanky Panky»             |
| Енді використовує Спенка для своїх витівок, але під час одної з них, міс Тімберлі, що є дружиною боса батька Енді, забирає Спенка собі. Енді намагається отримати його назад, але безрезультатно. Енді доводиться робити вигляд, що Спенк вдома, але правда все ж випливає, і тепер вся родина намагається повернути Спенка. |                                                          |
| 49 | «Дорогий Батьку» «Daddy Dearest»                         |
| Енді не боїться бути покараним за свої витівки, поки Роугі молодший є констеблем. Але коли констеблем стає Роугі старший, Енді не може чихнути без його уваги. Енді треба повернути Роугі молодшого на посаду. |                                                          |
| 50 | «Вечірка» «The Party»                                    |
| Джервіс влаштовує вечірку. Енді дуже не хоче, щоб вона відбулась, тому спочатку намагається дискредитувати вечірку, а коли це не вдається, намагається її зірвати. |                                                          |
| 51 | «Святковий Одяг» «All Dressed to Go»                     |
| Муш просить Енді та Дені допомогти з доставкою піци. Енді обіцяє при цьому не робити жодної витівки, але вони все ж відбуваються, ставлячи під загрозу роботу Муша. Енді треба з'ясувати хто робить ці витівки. |                                                          |
| 52 | «Містер Іст-Гекл Подорожує» «Mr. E.G. Goes to Moosehoof» |
| Енді вступає у війну з Сьюзі — його колегою з Мусхуфу. Спочатку вони роблять витівки над символами міста одне одного: над містером Іст-Геклом та Мусхуфським Лосем. А потім і зовсім їх викрадають. |                                                          |

## Сезон 3 (2006—2007)
| № | Назва серії                                                        |
| --- | ------------------------------------------------------------------ |
| |                                                                    |
| 53 | «Витівки Заради Кохання» «Romancing the Prank»                     |
| Дені робить вигляд, що він — найкращий в світі жартівник, і Енді йому в цьому допомагає. Це робиться для того, щоб Дені завоював серце Рейчел. |                                                                    |
| 54 | «Найкращі Витівки Енді» «Andy Pranky Pudding and Pie»              |
| Джен попросили посидіти з двома маленькими хлопчиками, поки їх батьки з'їздять на фестиваль. Енді каже цим хлопчикам, що Джен дуже любить «сюрпризи» і треба влаштувати декілька. Таким чином Енді змушує хлопчиків допомагати йому розігрувати Джен. |                                                                    |
| 55 | «Витівки - Це В Крові» «The Heart of Prankness»                    |
| Приїхав дідусь Енді. Тепер дідусь зав'язав з витівками. Енді, його батько та дідусь їдуть відпочити на природі. Там Енді намагається повернути дідуся до витівок. |                                                                    |
| 56 | «Не Стріляйте В Жартівника» «Don't Shoot the Messenger»            |
| Мартін Бонвік лікується від танцювання у ві сні за допомогою підсвідомих команд. Енді це підказує гарну ідею для розіграшу Джен. За допомогою підсвідомих команд він змушує Джен робити дурні речі та робити витівки замість нього. |                                                                    |
| 57 | «Страшна Тері» «Scary Teri»                                        |
| Енді змушує усіх думати, що Тері може рухати предмети силою розуму. Тепер всі її вважають страшною. |                                                                    |
| 58 | «Невдала Вечірка» «Hapless Anniversary»                            |
| Незабаром буде річниця весілля батьків Енді. Разом з тим, батьку Енді дають на роботі премію в 4000 доларів. Джен хоче, щоб на ці гроші їй купили машину, а Енді хоче, щоб купили домашній кінотеатр. Джен влаштовує вечірку на честь річниці щоб переконати батьків купити саме машину. Вона очікує витівок від Енді. Але Енді і не збирається їх влаштовувати. Джен сама псує свою вечірку пошуками неіснуючих витівок Енді. |                                                                    |
| 59 | «Вбити Оленя» «To Kill a Caribou»                                  |
| Мер Вест-Геклу Сімс привіз в Іст-Гекл оленя. Енді розфарбовує оленя, роблячи карикатуру на мера Рота. Але після цього олень «помирає» і Енді повинен терміново знайти йому заміну. Насправді, мер Сімс дав оленю снодійне і він живий. |                                                                    |
| 60 | «Жарти Літають В Повітрі» «Pranks are in the Air»                  |
| В Іст-Геклі проходить конкурс на найромантичнішого чоловіка. Переможець отримає 500 доларів. Енді дзвонить на радіостанцію і з французьким акцентом представляється «доктором Амуром». Він дає «поради» як бути романтичним, а насправді виставляє всіх чоловіків міста дурнями. |                                                                    |
| 61 | «Я Розпадаюсь На Частини» «I Fall to Pieces»                       |
| В Іст-Геклі проходить виставка антикваріату, яку показуватимуть по телебаченню. Мама Енді шукає свій старовинний чайник. І коли його знаходить, оберігає його як зіницю ока. Енді випадково його розбиває. Енді несе чайник у ремонт, але ремонт коштує 200 доларів. Тому Енді терміново потрібні гроші. І він ще має встигнути до самої виставки.                                                                             |                                                                    |
| 62 | «Любить, Не Любить» «She Pranks Me, She Pranks Me Not»             |
| Енді випадково підслуховує розмову Лорі з її подружками. Вона каже «в нього жахливий запах з роту, він колупається у носі та чухається». Енді думає, що вона говорить про нього і ображається, хоча вона насправді мала на увазі завгоспа. Енді перестає помічати Лорі. І, як не дивно, це ігнорування приваблює її. Тепер Лорі ходить за Енді повсюди.                                                                        |                                                                    |
| 63 | «Приколоманія» «Prank-a-razzi»                                     |
| Енді робить витівку в прямому ефірі телебачення. І він прокидається знаменитим. Але через надмірну увагу Енді не може зробити жодної витівки. Крім того, кожен намагається бути жартівником, але в них це виходить зовсім по-дитячому. Енді повинен позбавитися своєї знаменитості. |                                                                    |
| 64 | «На Фермі» «On the Farm»                                           |
| Енді нарешті відправляють на ферму кузена Елвуда за витівку. Джен теж туди відправлять за погані оцінки. І в цей же час до Елвуда приїздить його колега з Болівії. Джен закохується в нього по вуха. Енді не може втратити такий шанс. |                                                                    |
| 65 | «Студент За Обміном» «The Exchange Student»                        |
| До Ларкінів приїжджає студент за обміном з Латвії. Виявляється, що він комп'ютерний геній. Енді використовує його, щоб зламати комп'ютерну систему школи та зробити витівку. |                                                                    |
| 66 | «Татко!» «Daddy!»                                                  |
| Клас Енді вчать піклуватися про немовлят. Всіх поділяють на пари та видають по ляльці, за якою вони тепер мають доглядати. Оскільки дівчат виявилось менше, ніж хлопців, Енді попадає в пару з Джервісом. Тепер в Енді змагаються "ангел" доброго татка та "чорт" витівника. |                                                                    |
| 67 | «Сенсація» «Scooped»                                               |
| Мрія Лорі нарешті збулася. Її узяли на роботу в міську газету. Їй поручають написати статтю про Енді. Але перед самим випуском газети, редактор замінює текст Лорі на свій, який виставляє Енді дурнем. Енді має відповісти йому за це. |                                                                    |
| 68 | «Ушасті Зірки» «The Boy Who Cried Woof»                            |
| Дені підпрацьовує на зйомках фільму із собакою в головній ролі. Ця собака, яку звуть Коркі, схожа на Спенка, як дві краплі води, і Енді вирішує «позичити» Коркі і удати, що він натренував Спенка. Але не все так просто. |                                                                    |
| 69 | «Дух Витівок» «A Ghost of a Prank»                                 |
| В школу приїжджає фотограф, щоб зробити фотографії всіх учнів. Енді малює роги люмінесцентною фарбою перед фотоапаратом. Їх видно тільки при спалаху фотоапарата. Але всі подумали, що це руки і вся школа почала думати, що це руки привида. Енді вирішив своїми витівками ще більше запевнити школярів в цьому. |                                                                    |
| 70 | «Гарна витівка заслуговує іншої» «One Good Prank Deserves Another» |
| Містер Хатчінс задає Енді презентацію з історії Іст-Геклу. Вивчаючи архіви, Енді знайшов два документи: документ, що підтверджує, що прадід Енді, Міртл Ларкін, володіє землею, на якій стоїть школа та договір про продаж цієї землі місту за долар. Енді вирішив другий документ заховати, а перший продемонструвати меру. Тепер Енді володіє всією школою!                                                                  |                                                                    |
| 71 | «Герой З Під Підлоги» «It Lurks in the Crawl Space»                |
| Енді покараний за свою чергову витівку, тому не може піти на побачення з Лорі. Він ображається та робить вигляд, що він втік до міста Черчилл, а сам ховається у підвалі. На жаль, батьки це помічають. Енді треба непомітно вийти на поверхню в туалет, і йому не вдається повернутись до підвалу. Батьки думаючи що він ще там, намагаються виманити його на поверхню.                                                       |                                                                    |
| 72 | «Небезпечні Жарти» «Prank-watch»                                   |
| Крейг похвалився, що скоро він закінчить курси та стане рятувальником. Енді теж записується на ці курси, щоб не дозволити Крейгу їх закінчити. |                                                                    |
| 73 | «Літні Канікули» «The Prank Days of Summer»                        |
| Джервіс розкидається грошима, хвалиться що скоро він купить скутер, на якому буде катати Лорі. Все тому, що він працює слугою в місцевих багатіїв. Енді не повинен цього допустити. |                                                                    |
| 74 | «Різдвяний Подарунок» «The Gift of Prank»                          |
| Скоро різдво, а значить скоро видаватимуть нагороду за найкраще прикрашений дім. Між батьком Енді та його сусідом, містером Снодграссом починається війна. І Енді повинен допомогти батьку. |                                                                    |
| 75 | «Жартоманія» «Prank-o-Mania»                                       |
| Енді записує Джен на роботу в домі пристарілих, яку вона ненавидить. Тому Джен прикидається хворою щоб не йти туди. Енді змушує всіх думати, що Джен перетворюється на собаку і це заразно. |                                                                    |
| 76 | «Витівка Якої Не Було» «The Prank that Never Happened»             |
| Батько Енді хоче відправити Енді у військову школу за витівку. Щоб цього не допустити Енді змушує батька думати, що в нього галюцинації, і що його витівка теж була галюцинацією. Але батько втрачає роботу і Енді доведеться допомогти йому повернутись на роботу. |                                                                    |
| 77 | «Супер Мама» «Master Mom»                                          |
| Із приходом мами Енді на пост голови батьківського комітету школа перетворюється на пекло. Енді повинен усунути її від посади. |                                                                    |
| 78 | «Екзамен З Витівок» «A Passing Prank»                              |
| Енді забагато часу приділяв витівкам що дуже негативно сказалося на його оцінках. Тепер він має вчитися день і ніч, інакше його переведуть в клас для відсталих. |                                                                    |